# عياض بن زهير
عياض بن زهير هو من أوائل الصحابة واسمه عيَاضُ بن زهير بن أَبي شَدَّاد بن رَبِيعة بن هِلال بن أُهَيب بن ضَبَّة بن الحارث بن فهر القرشي الفهري، يكنى أَبا سعيد توفي بالشام سنة 30 هــ .
قال ابن إسحاق إنه كان من مهاجرة الحبشة وشهد بدراً وكذلك ذكره كل من موسى بن عقبة، والواقدي فيمن شهد بدراً وقال ابن سعد في الطبقات هاجر إِلى أَرض الحبشة الهجرة الثانية في رواية محمد بن إِسحاق ومحمد بن عمر.. قالوا: وشهد عياض بن زهير بدرًا، وأُحدًا، والخندق، والمشاهد كلها، وتوفي بالمدينة سنة ثلاثين 